# Wayne Gretzky
Wayne Douglas Gretzky (* 26. ledna 1961 Brantford, Ontario) je bývalý kanadský hokejista, hokejový trenér a manažer. Mezi roky 1979–1999 odehrál v National Hockey League (NHL) dvacet sezón, během nichž vystřídal čtyři kluby. Přezdívka „The Great One“ odkazuje na jeho označení „nejlepšího hráče všech dob“, jak jej charakterizovala řada sportovních novinářů, hokejistů, trenérů, fanoušků i samotná NHL. U příležitosti 100. výročí založení NHL byl v lednu 2017 přirozeně vybrán také jako jeden ze sta nejlepších hráčů historie ligy.
V kanadsko-americké profesionální soutěži nasbíral nejvyšší počet bodů (2857) a asistencí (1963). Do dubna 2025 držel i rekord nejvíce vstřelených gólů (894), který překonal Alexandr Ovečkin. Gretzky také zůstává jediným hráčem s více než 200 body celkově dosaženými v jediné sezóně, když tento výkon v kariéře zopakoval čtyřikrát. Kromě toho si v šestnácti ročnících připsal více než 100 bodů, z toho ve čtrnácti za sebou. V roce 1999 kdy ukončil profesionální dráhu, mu patřilo 61 oficiálních rekordů NHL, z toho 40 v základní části, 15 v play-off a zbylých 6 z utkání All-Star Game. K sezóně 2014 pak stále držel 60 z nich a desítky dalších neoficiálních rekordů.

## Hokejová kariéra a ocenění
Narodil se a vyrostl v ontarijském Brantfordu. Jeho otec Walter Gretzky (1938–2021) byl také hokejistou a pocházel z rodiny emigrantů původem z Grodna (jejich národnost se uvádí nejčastěji běloruská, ale také polská nebo ukrajinská). Jeho otec, jako rodný jazyk uvádí ukrajinský. Matkou byla Phillis Leone Gretzky, rozená Hockin (1941–2005).
V dětském věku došlo v místním amatérském klubu k odhalení jeho talentu, když hokejovými dovednostmi dalece převyšoval své vrstevníky. Přestože nevyčníval konstitucí, silou ani rychlostí, stal se nedostižitelný zejména hokejovou inteligencí a čtením hry. Ve zvýšené míře na sebe poutal pozornost soupeřů, měl schopnost správného očekávání puku v příchozím okamžiku a ocital se tak v pravou chvíli na správném místě. Známou se stala jeho obliba pohybovat se za soupeřovou brankou, čímž byla tato část plochy přezdívána jako „Gretzkyho kancelář“.
V roce 1978 podepsal smlouvu s týmem Indianapolis Racers, v němž krátce hrál World Hockey Association (WHA). Následně byl trejdován klubem Edmonton Oilers, který se v roce 1979 po kolapsu WHA připojil k NHL. V edmontonském dresu vytvořil řadu klubových rekordů a družstvo dovedl k zisku čtyř Stanley Cupů. Do klubu Los Angeles Kings přestoupil 9. srpna 1988 a postoupil s ním do finále v roce 1993. Jeho tamní působení bylo spojováno se zvýšením popularity hokeje v Kalifornii. Do St. Louis Blues přestoupil 27. února 1996. Nastoupil do 31 zápasů, v nichž nasbíral 37 bodů. Kariéru ukončil v New York Rangers, s nímž podepsal smlouvu 21. července 1996. Poslední zápas odehrál 18. dubna 1999 v Madison Square Garden proti Pittsburgh Penguins, vedených kapitánem Jaromírem Jágrem. Gretzkyho tým prohrál 2–1 v prodloužení.
Během profesionální dráhy obdržel devětkrát Hartovu trofej pro nejužitečnějšího hráče, desetkrát získal Trofej Arta Rosse pro vítěze kanadského bodování, dvakrát vyhrál Trofej Conna Smythe pro nejužitečnějšího hráče vyřazovací fáze a pětkrát dosáhl na Cenu Lestera B. Pearsona (přejmenovanou na Cenu Teda Lindsaye) i Trofej lady Byngové pro nejslušnějšího hráče ligy. Opakovaně vystoupil proti tradičním pěstním soubojům na ledě.
Po završení profesionální dráhy v roce 1999 byl okamžitě přijat do Hokejové síně slávy sídlící v Torontu. Po Mariovi Lemieux se tak stal dosud posledním desátým hokejistou, který nemusel absolvovat čekací období. NHL vyřadila jeho číslo dresu „99“ pro další používání ve všech klubech, čímž se stal jediným takto oceněným hokejistou v historii soutěže. V roce 2008 byl Mezinárodní hokejovou federací zvolen do nejlepší pětky 20. století – mezinárodního All-Star týmu, a to jako jediný Kanaďan na pozici centra.
Manažerem kanadské reprezentace se stal na Zimních olympijských hrách 2002, na nichž tým vybojoval zlaté medaile, poprvé po padesáti letech. V roce 2000 se stal spoluvlastníkem arizonského klubu Phoenix Coyotes a po výluce NHL 2004–2005 převzal také úlohu hlavního trenéra. Na tuto funkci rezignoval v září 2009 a odprodal menšinový vlastnický podíl zbankrotovaného klubu. Do Ontarijské sportovní síně slávy byl přijat v roce 2004.

## Soukromý život

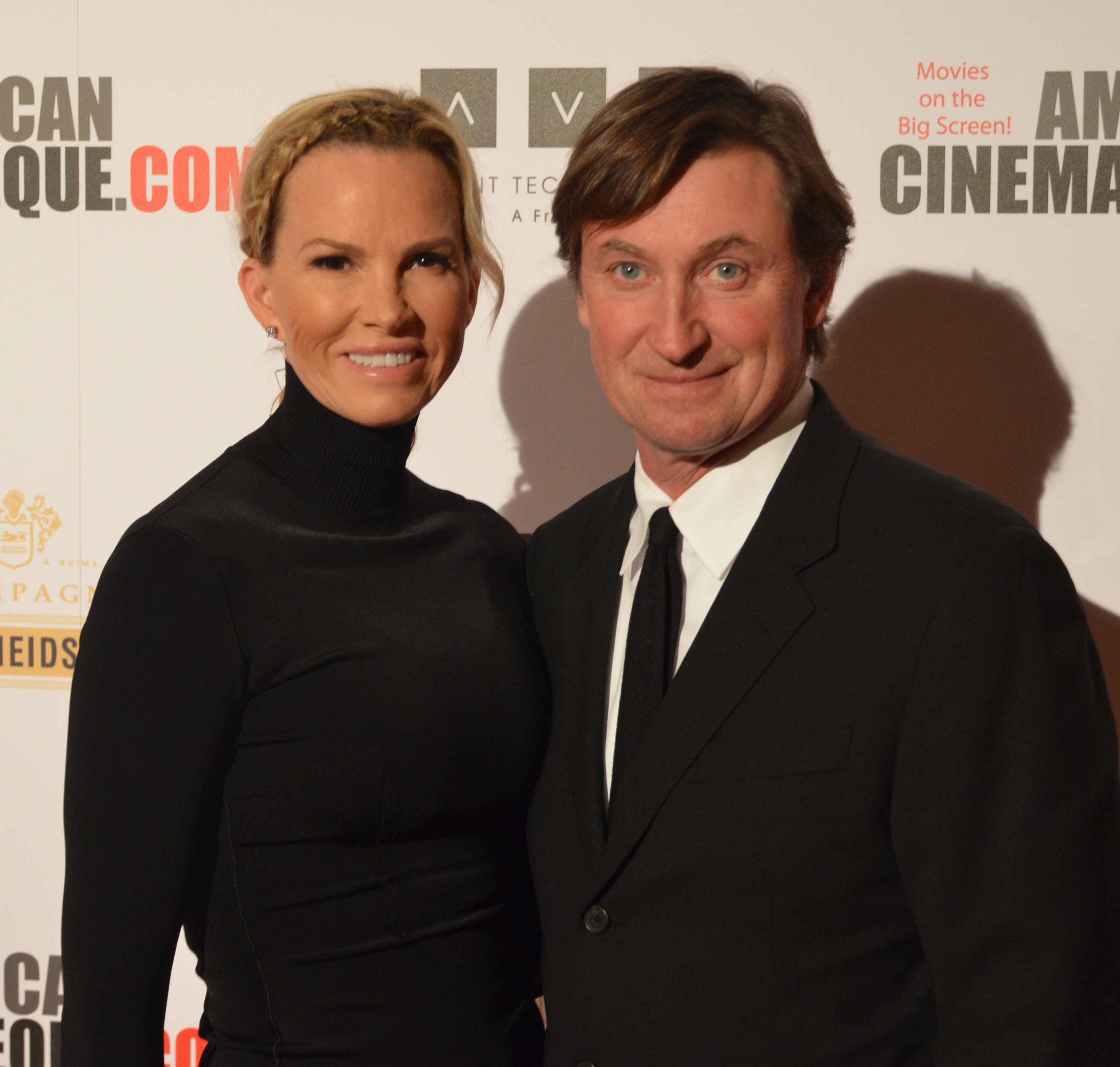
Janet a Wayne Gretzky, prosinec 2013

Jeho bratry jsou Keith Gretzky a Brent Gretzky.
V ročníku 1984 hudební show Dance Fever, kde působil jako porotce, se poprvé setkal s herečkou Janet Jonesovou. Ta v letech 1985–1987 udržovala partnerský vztah s americkým tenistou Vitasem Gerulaitisem. Podle pozdějšího vyjádření hokejisty si však herečka nepamatovala, že by v tomto pořadu účinkoval. Poměr spolu navázali v roce 1987 poté, co navštívili zápas basketbalového klubu Los Angeles Lakers. V lednu 1988 ji Gretzky požádal o ruku a sňatek proběhl 16. července 1988 nákladným obřadem s výlohami přes milion amerických dolarů, což kanadský tisk označil za „královskou svatbu“. Obřad z edmontonské baziliky sv. Josefa byl přenášen na kanadském území živě. Po přestupu do LA Kings hokejista obdržel americké občanství a ponechal si také kanadské.
Do manželství se narodilo pět dětí: Paulina, Ty, Trevor, Tristan a nejmladší Emma. Modelka a zpěvačka Paulina Gretzká se v srpnu 2013 zasnoubila s golfistou Dustinem Johnsonem. Ty Gretzky hrál hokej na specializované sportovní škole Shattuck-Saint Mary's. Myšlenky na sportovní dráhu opustil a nastoupil na Arizonskou státní univerzitu. Trevor Gretzky byl v roce 2011 draftován profesionálním baseballovým klubem Chicago Cubs. V březnu 2014 došlo k jeho výměně do Los Angeles Angels of Anaheim.

## Klubové statistiky
| Sezóna  | Klub                        | Soutěž |      | Základní část | Základní část | Základní část | Základní část | Základní část |     | Play off | Play off | Play off | Play off | Play off |
| Sezóna  | Klub                        | Soutěž | Z    | G             | A             | B             | TM            | Z             | G   | A        | B        | TM       |          |          |
| 1975-76 | Vaughan Nationals           | OHA-B  | 28   | 27            | 33            | 60            | 7             | —             | —   | —        | —        | —        |          |          |
| 1976-77 | Seneca Eagles               | OHA-B  | 32   | 36            | 36            | 72            | 35            | 23            | 40  | 35       | 75       | —        |          |          |
| 1976-77 | Peterborough Petes          | OHL    | 3    | 0             | 3             | 3             | 0             | —             | —   | —        | —        | —        |          |          |
| 1977-78 | Sault Ste. Marie Greyhounds | OHL    | 64   | 70            | 112           | 182           | 14            | —             | —   | —        | —        | —        |          |          |
| 1978-79 | Indianapolis Racers         | WHA    | 8    | 3             | 3             | 6             | 0             | —             | —   | —        | —        | —        |          |          |
| 1978-79 | Edmonton Oilers             | WHA    | 72   | 43            | 61            | 104           | 19            | 13            | 10  | 10       | 20       | 2        |          |          |
| 1979-80 | Edmonton Oilers             | NHL    | 79   | 51            | 86            | 137           | 21            | 3             | 2   | 1        | 3        | 0        |          |          |
| 1980-81 | Edmonton Oilers             | NHL    | 80   | 55            | 109           | 164           | 28            | 9             | 7   | 14       | 21       | 4        |          |          |
| 1981-82 | Edmonton Oilers             | NHL    | 80   | 92            | 120           | 212           | 26            | 5             | 5   | 7        | 12       | 8        |          |          |
| 1982-83 | Edmonton Oilers             | NHL    | 80   | 71            | 125           | 196           | 59            | 16            | 12  | 26       | 38       | 4        |          |          |
| 1983-84 | Edmonton Oilers             | NHL    | 74   | 87            | 118           | 205           | 39            | 19            | 13  | 22       | 35       | 12       |          |          |
| 1984-85 | Edmonton Oilers             | NHL    | 80   | 73            | 135           | 208           | 52            | 18            | 17  | 30       | 47       | 4        |          |          |
| 1985-86 | Edmonton Oilers             | NHL    | 80   | 52            | 163           | 215           | 46            | 10            | 8   | 11       | 19       | 2        |          |          |
| 1986-87 | Edmonton Oilers             | NHL    | 79   | 62            | 121           | 183           | 28            | 21            | 5   | 29       | 34       | 6        |          |          |
| 1987-88 | Edmonton Oilers             | NHL    | 64   | 40            | 109           | 149           | 24            | 19            | 12  | 31       | 43       | 16       |          |          |
| 1988-89 | Los Angeles Kings           | NHL    | 78   | 54            | 114           | 168           | 26            | 11            | 5   | 17       | 22       | 0        |          |          |
| 1989-90 | Los Angeles Kings           | NHL    | 73   | 40            | 102           | 142           | 42            | 7             | 3   | 7        | 10       | 0        |          |          |
| 1990-91 | Los Angeles Kings           | NHL    | 78   | 41            | 122           | 163           | 16            | 12            | 4   | 11       | 15       | 2        |          |          |
| 1991-92 | Los Angeles Kings           | NHL    | 74   | 31            | 90            | 121           | 34            | 6             | 2   | 5        | 7        | 2        |          |          |
| 1992-93 | Los Angeles Kings           | NHL    | 45   | 16            | 49            | 65            | 6             | 24            | 15  | 25       | 40       | 4        |          |          |
| 1993-94 | Los Angeles Kings           | NHL    | 81   | 38            | 92            | 130           | 20            | —             | —   | —        | —        | —        |          |          |
| 1994-95 | Los Angeles Kings           | NHL    | 48   | 11            | 37            | 48            | 6             | —             | —   | —        | —        | —        |          |          |
| 1995-96 | Los Angeles Kings           | NHL    | 62   | 15            | 66            | 81            | 32            | —             | —   | —        | —        | —        |          |          |
| 1995-96 | St. Louis Blues             | NHL    | 18   | 8             | 13            | 21            | 2             | 13            | 2   | 14       | 16       | 0        |          |          |
| 1996-97 | New York Rangers            | NHL    | 82   | 25            | 72            | 97            | 28            | 15            | 10  | 10       | 20       | 2        |          |          |
| 1997-98 | New York Rangers            | NHL    | 82   | 23            | 67            | 90            | 28            | —             | —   | —        | —        | —        |          |          |
| 1998-99 | New York Rangers            | NHL    | 70   | 9             | 53            | 62            | 14            | —             | —   | —        | —        | —        |          |          |
| 20 let  | Celkem                      | NHL    | 1487 | 894           | 1963          | 2857          | 577           | 208           | 122 | 260      | 382      | 66       |          |          |

## Reprezentace
| Rok                       | Tým                       | Soutěž                    | Z                         | G  | A  | B  | TM |    |
| ------------------------- | ------------------------- | ------------------------- | ------------------------- | -- | -- | -- | -- | -- |
| 1978                      | Kanada 20                 | MSJ                       | 6                         | 8  | 9  | 17 | 2  |    |
| 1981                      | Kanada                    | KP                        | 7                         | 5  | 7  | 12 | 2  |    |
| 1982                      | Kanada                    | MS                        | 10                        | 6  | 8  | 14 | 0  |    |
| 1984                      | Kanada                    | KP                        | 8                         | 5  | 7  | 12 | 2  |    |
| 1987                      | Kanada                    | KP                        | 9                         | 3  | 18 | 21 | 2  |    |
| 1991                      | Kanada                    | KP                        | 7                         | 4  | 8  | 12 | 2  |    |
| 1996                      | Kanada                    | SP                        | 8                         | 3  | 4  | 7  | 2  |    |
| 1998                      | Kanada                    | OH                        | 6                         | 0  | 4  | 4  | 2  |    |
| Juniorská kariéra celkově | Juniorská kariéra celkově | Juniorská kariéra celkově | Juniorská kariéra celkově | 6  | 8  | 9  | 17 | 2  |
| Seniorská kariéra celkově | Seniorská kariéra celkově | Seniorská kariéra celkově | Seniorská kariéra celkově | 55 | 26 | 56 | 82 | 12 |

## Galerie

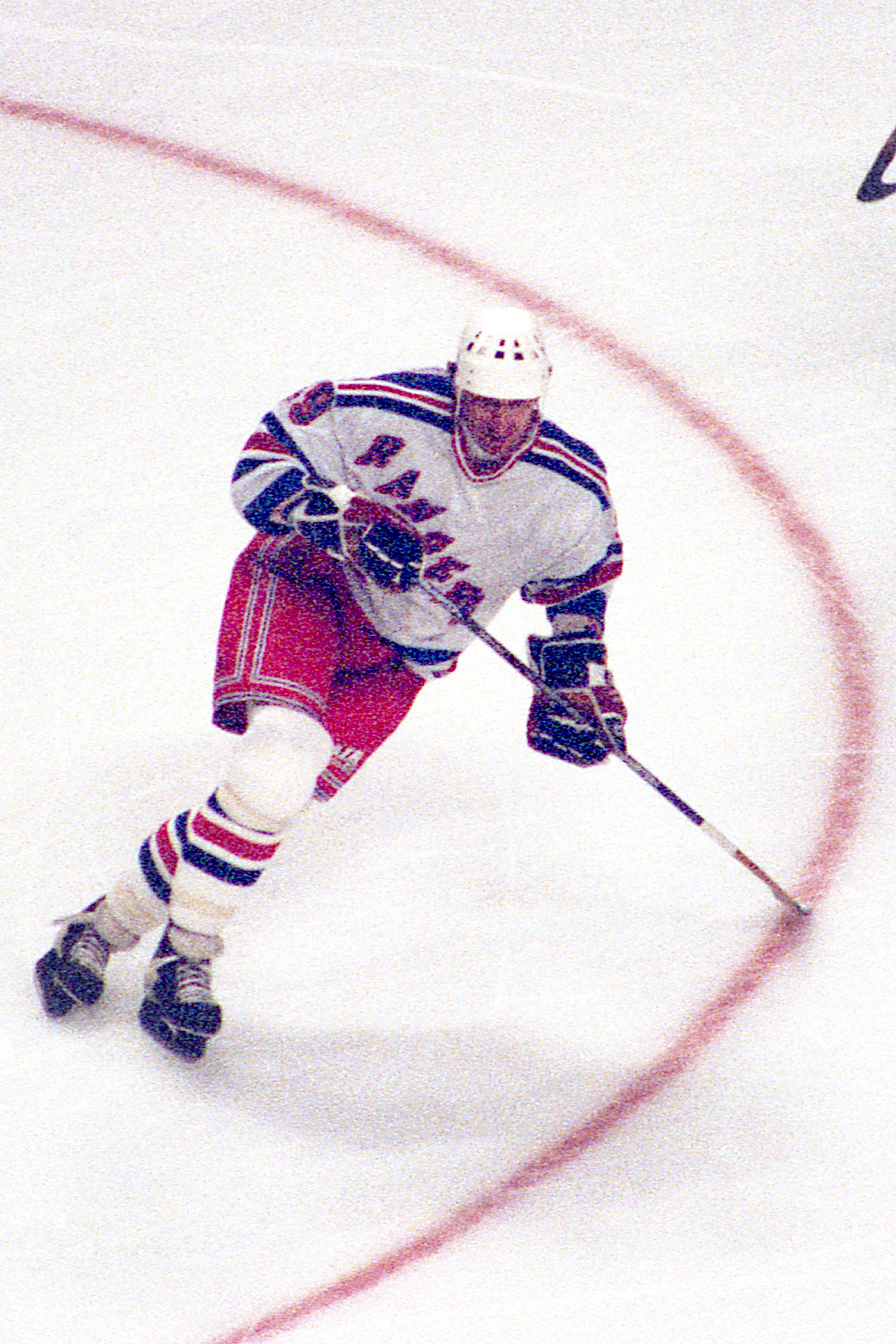
v New York Rangers, 1997
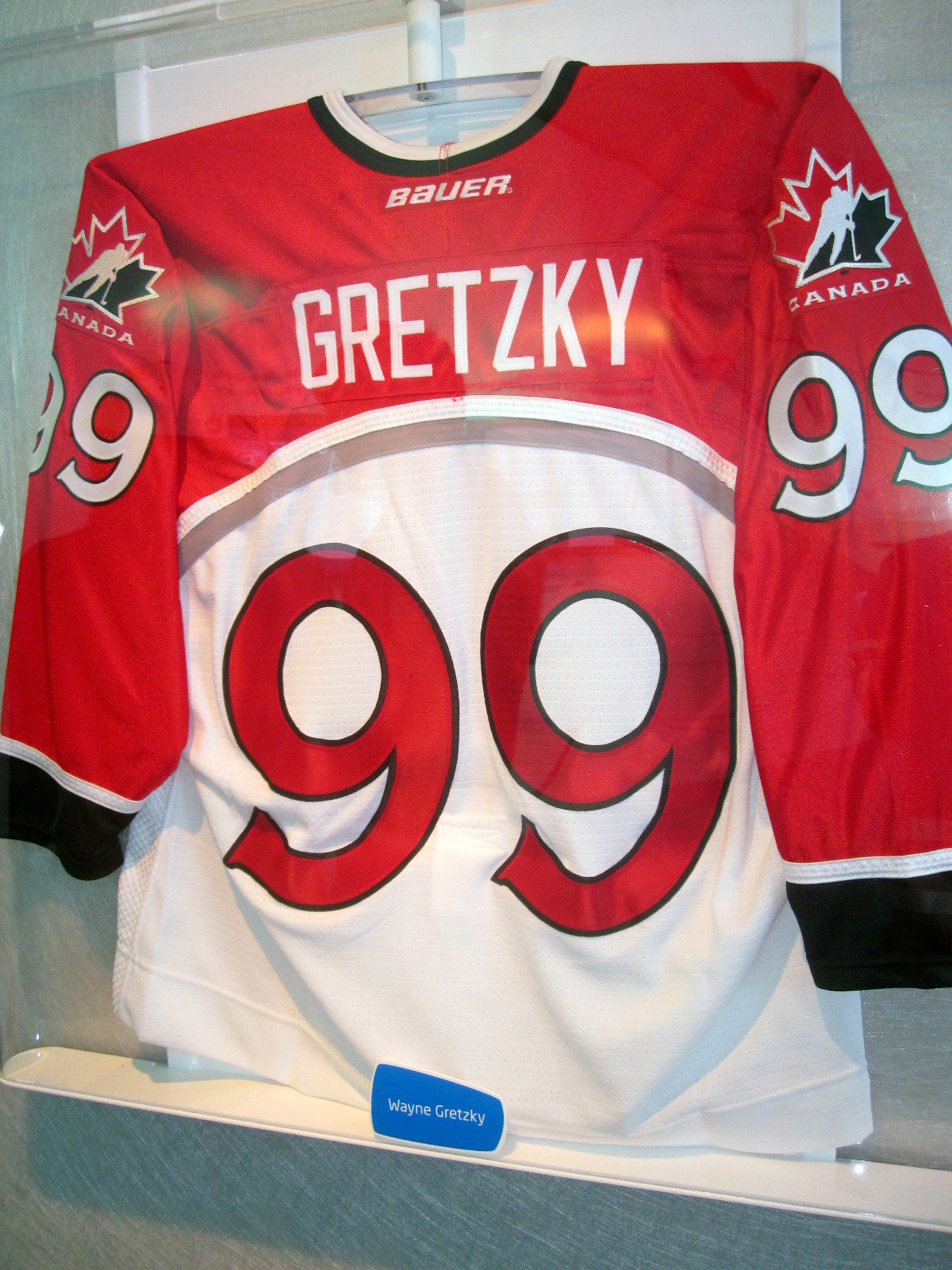
dres za kanadský tým
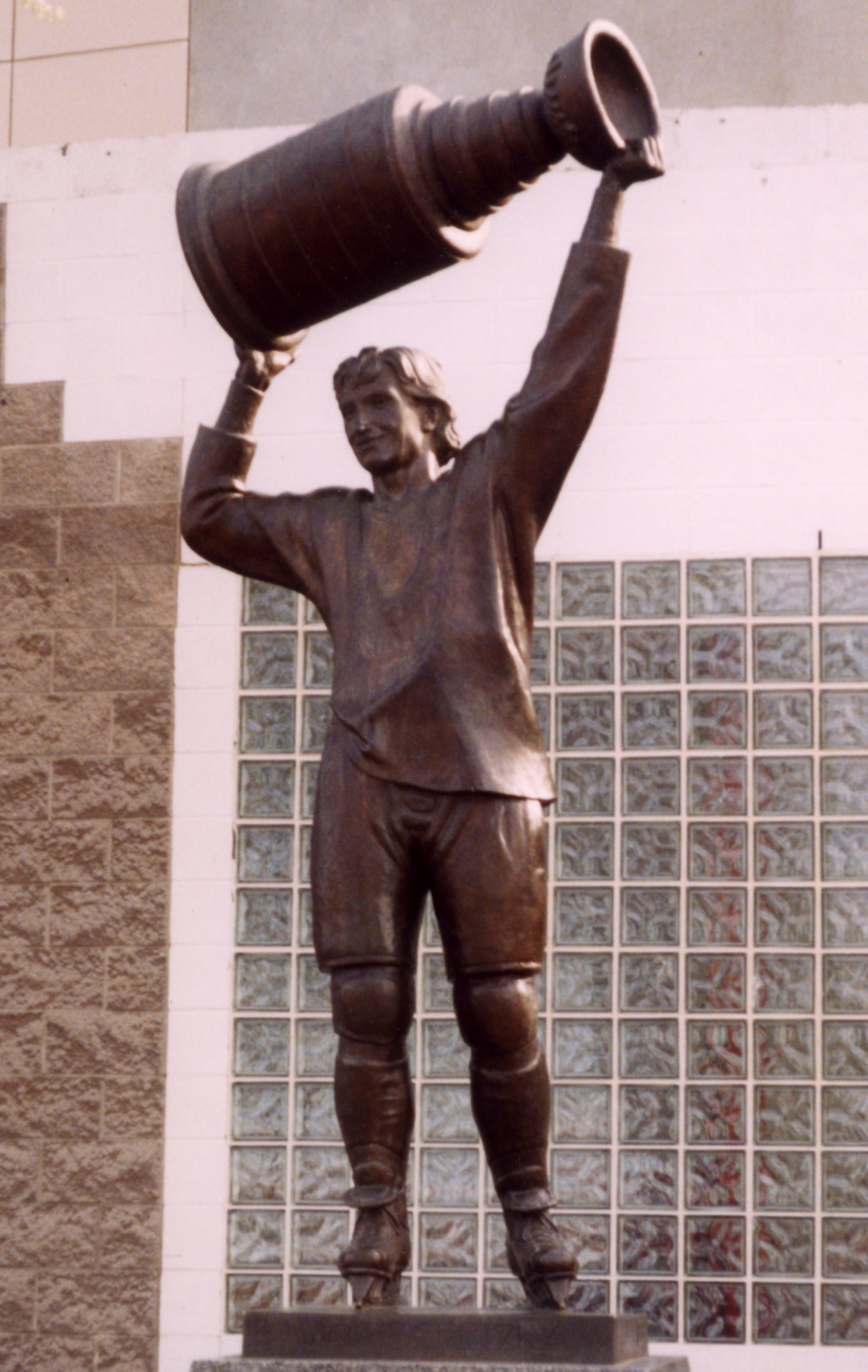
Gretzkyho socha, Edmonton
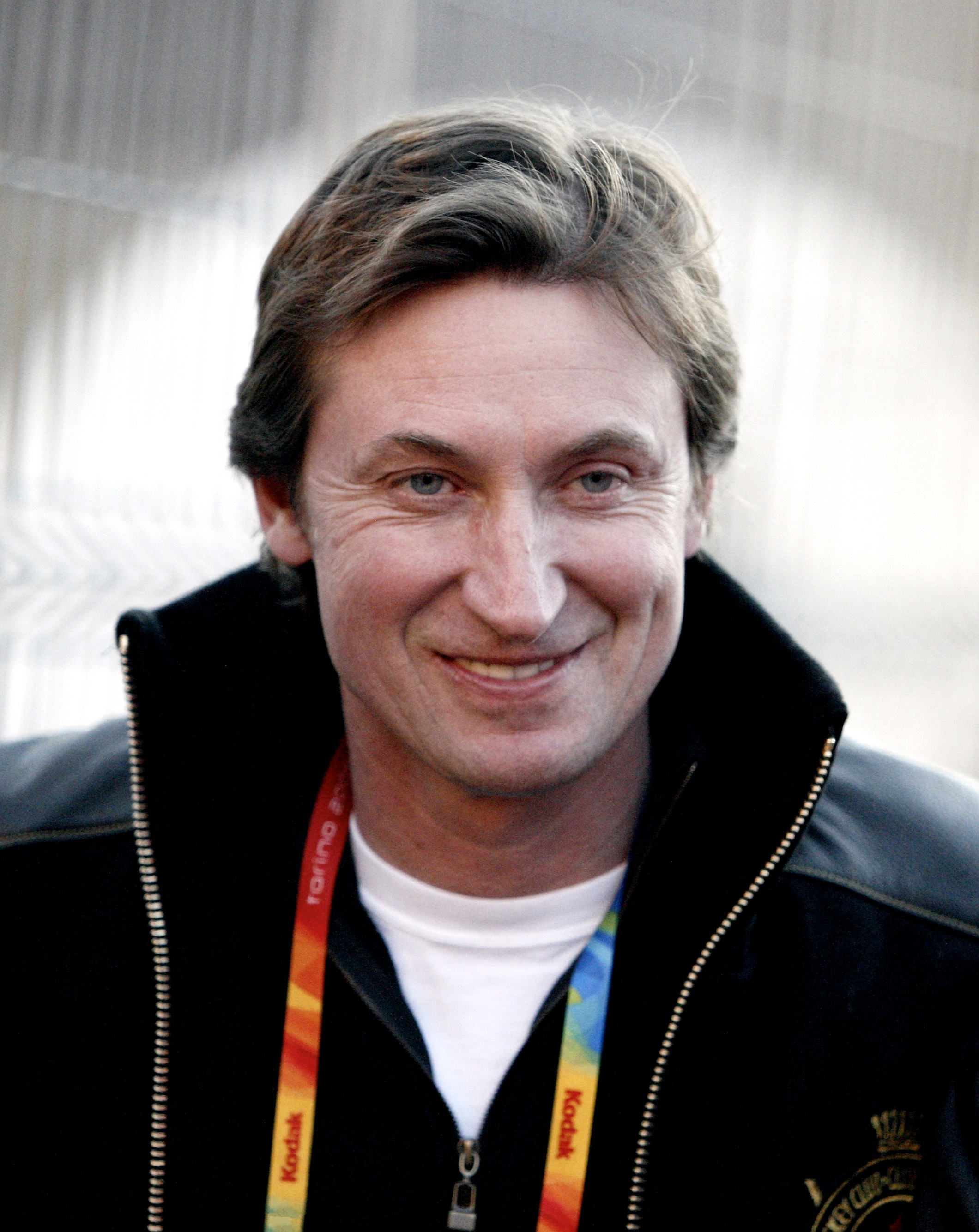
během ZOH 2006